# Kerstaanslagen in Nigeria in 2012
Op 25 december 2012 vonden enkele aanslagen plaats op christenen in Nigeria. Hierbij vielen in totaal 27 doden. Terreurorganisatie Boko Haram claimde hierbij geen verantwoordelijkheid, maar werd wel als verdachte aangewezen. Het was een van de vele aanslagen in het shariaconflict in Nigeria.
De eerste aanslag vond plaats in de stad Potiskum, in de staat Yobe, in het noordoosten van het land. Gewapende mannen schoten zeker 6 bezoekers van een nachtmis dood. Onder de slachtoffers zou ook de priester zijn. Het kerkgebouw werd na de aanval in brand gestoken.
Een andere aanslag vond plaats in de stad Maiduguri in het noorden van het land. Hier werden eveneens 6 kerkgangers gedood, waaronder de voorganger.
Bij een derde aanslag werd in het dorp Musari, nabij de grens met Niger van 15 christenen thuis in hun slaap de keel doorgesneden. Deze aanslag op 28 december wordt eveneens toegeschreven aan een moslimgroepering. Boko Haram heeft niet ver van het dorp een basis.